# لئونل گالیانو
لئونل گالیانو (انگلیسی: Leonel Galeano؛ زادهٔ ۲ اوت ۱۹۹۱) بازیکن فوتبال اهل آرژانتین است که در پست مدافع میانی برای اف‌بی‌سی ملگار در لیگ دسته اول فوتبال پرو بازی می‌کند.
وی همچنین در تیم‌های ملی فوتبال زیر ۲۰ سال آرژانتین و آرژانتین بازی کرده‌است.